# Omicidi nell'urbe
Omicidi nell'urbe è un romanzo giallo storico di Walter Astori ambientato nell'antica Roma, edito nel 2018. Protagonista è il questore Flavio Callido.

## Trama
Siamo nella Roma del 61 a.C., sotto il consolato di Pisone e Corvino.
La vita quotidiana romana, già turbata da conflitti politici sempre più accesi, viene sconvolta dal duplice omicidio di due cittadini romani, Gaio Rabirio e Marco Cornelio Crisogono, cittadini in vista accomunati da un passato di violenze e perdizione, che vengono trovati mutilati e poi giustiziati con un colpo al cuore. Ma nonostante la brutalità con cui si è accanito l'assassino, questi ha voluto purificarli con l'aspergillum e mettere una moneta nelle loro bocche per il viaggio di Caronte, un modus operandi che ricorda quello dei sacrifici umani operati dai sacerdoti della dea Mania. Ed è proprio contro i sacerdoti che si scaglia il popolo, impaurito e inferocito.
Approfittando della lontananza di Pompeo, il princeps senatus Lutazio Catulo affida l'indagine al questore Flavio Callido, aiutato da Lutazia, giovane figlia di Catulo, da Achillea, impavida gladiatrice, e da Cefrea, ermafrodita figlia del gran sacerdote della dea Mania, in un'indagine in cui tutti sembrano colpevoli, persino l'ex-console Cicerone, e che rischia di scuotere Roma nelle sue fondamenta...

## Personaggi
- Flavio Callido: questore romano e protagonista del romanzo.
- Gaio Antonio: cercatore
- Lutazia: figlia di Lutazio Catulo
- Achillea: gladiatrice amata dalle folle
- Cefea: ermafrodita e figlia del gran sacerdote della dea Mania
- Quinto Lutazio Catulo: princeps senatus e leader degli ottimati
- Marco Pupio Pisone Frugi Calpurniano: console nel 61 a.C.
- Marco Tullio Cicerone: oratore
- Marco Vitruvio Mamurra: politico
- Gaio Rabirio: politico, una delle prime due vittime principali.
- Marco Cornelio Crisogono: figlio del liberto di Silla, e l'altra vittima principale.
- Autronio Peto: politico
- Gratiana: matrona prima moglie di Catilina
- Aurelia Orestilla: matrona seconda moglie di Catilina
- Ortensio Ortalo: oratore
- Quinto Marcio Re: console nel 68 a.C.

## Edizioni
- Walter Astori, Omicidi nell'urbe, Edizioni Piemme, 19 giugno 2018,  p. 360, ISBN 978-88-566-6425-6.
- Walter Astori, Asesinato en Roma (Spanish Edition), Roca Editorial, 2019, p. 382, ISBN 978-8417541521